# باول خان
باول خان (بالإنجليزية: Paul Khan)‏ هو لاعب دوري الرغبي أسترالي، ولد في 23 يونيو 1951 في بريزبان في أستراليا.